# Такырбашев, Ава Такырбашевич
Ава Такырбашевич Такырбашев — советский хозяйственный, государственный и политический деятель.

## Биография
Родился в 1932 году в селе Кашка-Суу. Член КПСС.
С 1955 года — на хозяйственной, общественной и политической работе. В 1955—1991 гг. — дежурный инженер на ж.д. станциях Фрунзе, Быстровка, поездной диспетчер, начальник станции Балыкчи, главный инженер, секретарь парткома ж.д. узла станции Фрунзе, начальник Фрунзенского отделения Казахской железной дороги, 2-й секретарь Фрунзенского горкома КПК, председатель Фрунзенского горисполкома, заведующий отделом Аппарата Совета министров Киргизской ССР, начальник отдела Госплана Киргизской ССР.
Избирался депутатом Верховного Совета Киргизской ССР 7-8-го созывов.
Жил в Киргизии.